# Statul Nilul Albastru
Statul (vilaietul) Nilul Albastru este una dintre cele 17 unități administrativ-teritoriale de gradul I ale Sudanului. Reședința sa este orașul Ad-Damazin.